# Phaeochroops vulturius
Phaeochroops vulturius är en skalbaggsart som beskrevs av Kuijten 1981. Phaeochroops vulturius ingår i släktet Phaeochroops och familjen Hybosoridae. Inga underarter finns listade i Catalogue of Life.